# Dimension topologique
Pour les articles homonymes, voir Dimension.
En mathématiques, une dimension topologique est une notion destinée à étendre à des espaces topologiques la notion algébrique de dimension d'un espace vectoriel. C'est un invariant topologique, entier ou infini.
Les trois principales dimensions topologiques sont les deux dimensions inductives ind et Ind et la dimension de recouvrement dim. Les dimensions Ind et dim coïncident pour tout espace métrisable ; si l'espace est de plus séparable, ses trois dimensions topologiques sont égales. Ces « bons espaces » incluent en particulier les variétés topologiques et a fortiori les variétés différentielles. La dimension topologique n'est pas vraiment l'outil adapté à des applications pratiques, pour lesquelles on lui préfère la notion de dimension fractale.

## Dimensions inductives
La petite dimension inductive ind, ou dimension de Urysohn-Menger, et la grande dimension inductive Ind, ou dimension de Čech, seront définies par récurrence à partir de la notion suivante : on dira qu'un fermé sépare deux parties A et B si son complémentaire est la réunion de deux ouverts disjoints dont l'un contient A et l'autre contient B.

### Espace de dimensionn
On définit la valeur de ind(E) pour tout espace régulier E et de Ind(E) pour tout espace normal E par l'ensemble de ses majorants :
- ind(∅) = Ind(∅) = –1
- pour n ≥ 0 :
  - ind(E) ≤ n si (dans E) un point et un fermé ne contenant pas ce point sont toujours séparés par un sous-espace L tel que ind(L) < n[3],[4] ;
  - Ind(E) ≤ n si (dans E) deux fermés disjoints sont toujours séparés par un sous-espace L tel que Ind(L) < n[5],[6].

Remarques
- Pour tout espace normal E, ind(E) ≤ Ind(E), d'où les notations ind et Ind et les qualificatifs de petite et grande.
- Pour tout sous-espace F de E, on a ind(F) ≤ ind(E).
- On obtient la même, fonction ind sur les espaces réguliers lorsqu'on remplace sa définition récursive par :ind(E) ≤ n si les ouverts U tels que ind(∂U) < n forment une base de E,où ∂U désigne la frontière de U.
- De même, la condition ci-dessus pour Ind(E) ≤ n peut être remplacée (pour E normal) par : pour tout fermé F, les ouverts U contenant F et tels que ind(∂U) < n forment une base de voisinages de F.

### Espace de dimension zéro
Un espace topologique non vide est dit « de dimension zéro » s'il possède une base d'ouverts-fermés ; un tel espace vérifie l'axiome T3.
Les espaces de dimension zéro sont donc exactement les espaces T3 pour lesquels ind = 0 (d'après la définition ci-dessus en termes de base d'ouverts).
Propriétés
- Un espace de Lindelöf E non vide et de dimension zéro vérifie même (T4 et) Ind(E) = 0.
- Pour tout espace E non vide, Ind(E) = 0 si et seulement si dim(E) = 0.
- Tout produit d'espaces de dimension zéro est de dimension zéro.
- Un espace régulier de dimension zéro est totalement discontinu,(la réciproque est fausse ; l’espace d’Erdős (en) est un contre-exemple)

Exemples
- Tous les espaces (séparés) localement compacts totalement discontinus — en particulier les espaces discrets — sont de dimension zéro.
- Une partie non vide de R est de dimension zéro si et seulement si elle est d'intérieur vide (comme Q, R\Q ou le compact de Cantor, ces deux derniers étant d'ailleurs homéomorphes à des produits d'espaces discrets : NN et {0, 1}N).
- Il existe un espace compact de dimension zéro contenant un sous-espace M tel que dim(M) = Ind(M) = 1.

### Exemples
- La dimension de tout ouvert non vide de Rn est n[N 6].
- Un arc de Jordan rectifiable dans Rn est de dimension 1, une portion de surface régulière est de dimension 2, etc.

### Propriétés
- Pour tout espace E de Lindelöf, dim(E) ≤ ind(E) ≤ Ind(E) (inégalités d'Aleksandrov) et si ind(E) = 1 alors Ind(E) = 1[16],[17],[N 7]. À partir de 1, les trois dimensions peuvent être distinctes : pour tout entier i ≥ 1, il existe un compact Xi tel que dim(Xi) = 1, ind(Xi) = i et Ind(Xi) = 2i – 1[16].
- Pour tout espace normal E, si F est fermé dans E alors Ind(F) ≤ Ind(E)[18], mais il existe des contre-exemples si F n'est pas fermé (cf. § « Espace de dimension zéro » ci-dessus).
- Il existe un compact E réunion de deux fermés F1 et F2 tels que Ind(F1) = Ind(F2) = 1 mais Ind(E) = 2[19].
- Cependant, si E est un espace parfaitement normal, alors[N 8],[20] :
  - pour tout sous-espace F de E, on a Ind(F) ≤ Ind(E) ;
  - si E est réunion d'une suite de fermés Fn alors Ind(E) =[21] supn Ind(Fn).
- Il existe :
  - des espaces normaux dont le produit n'est pas normal ;
  - des compacts X et Y tels que Ind(X) = 1 et dim(Y) = Ind (Y) = 2 mais ind(X×Y) = 4[22] ;
  - un espace de Lindelöf X de dimension zéro tel que X2 soit normal et dim(X2) = 1[23].
- Cependant, Ind(X×Y) ≤ Ind(X) + Ind (Y) (pour X et Y non tous deux vides) dès que X est parfaitement normal et Y est métrisable[24],[25] (mais l'inégalité peut être stricte : il existe même[26] un espace métrisable séparable X homéomorphe à X2 et de dimension 1).

## Dimension de recouvrement

### Définition
La dimension de recouvrement de Lebesgue, dim, se définit de même par ses majorants mais sans récurrence : dim(E) ≤ n si tout recouvrement ouvert fini de E admet un recouvrement ouvert fini plus fin tel que chaque point de E appartient à au plus n + 1 ouverts de ce dernier recouvrement.

### Propriétés
- Pour tout espace normal E, dim(E) ≤ Ind(E)[27].
- Pour tout espace métrisable E, ind(E) ≤ Ind(E) = dim(E)[28], l'inégalité pouvant être stricte[29].
- Un espace normal E vérifie dim(E) ≤ n si et seulement si toute application continue d'un fermé de E dans la sphère Sn peut se prolonger à E[30].
- La dimension de la réalisation géométrique d'un complexe simplicial est égale à sa dimension de recouvrement.[réf. nécessaire]

## Lien avec la dimension de Hausdorff
La dimension de Hausdorff d'un espace métrisable dépend spécifiquement de la distance utilisée. La dimension topologique d'un espace métrisable séparable E est le minimum des dimensions de Hausdorff de E pour toutes les distances sur E compatibles avec sa topologie.
La définition de fractale initialement donnée par Benoît Mandelbrot est celle d'un espace métrique dont la dimension topologique est strictement inférieure à la dimension de Hausdorff, mais il l'a rapidement remplacée par une définition plus vague, permettant d'inclure par exemple la courbe de Hilbert.